# SYT11
SYT11 (англ. Synaptotagmin 11) – білок, який кодується однойменним геном, розташованим у людей на короткому плечі 1-ї хромосоми.  Довжина поліпептидного ланцюга білка становить 431 амінокислот, а молекулярна маса — 48 297.
| 10         |  | 20         |  | 30         |  | 40         |  | 50         |
| ---------- |  | ---------- |  | ---------- |  | ---------- |  | ---------- |
| MAEITNIRPS |  | FDVSPVVAGL |  | IGASVLVVCV |  | SVTVFVWSCC |  | HQQAEKKQKN |
| PPYKFIHMLK |  | GISIYPETLS |  | NKKKIIKVRR |  | DKDGPGREGG |  | RRNLLVDAAE |
| AGLLSRDKDP |  | RGPSSGSCID |  | QLPIKMDYGE |  | ELRSPITSLT |  | PGESKTTSPS |
| SPEEDVMLGS |  | LTFSVDYNFP |  | KKALVVTIQE |  | AHGLPVMDDQ |  | TQGSDPYIKM |
| TILPDKRHRV |  | KTRVLRKTLD |  | PVFDETFTFY |  | GIPYSQLQDL |  | VLHFLVLSFD |
| RFSRDDVIGE |  | VMVPLAGVDP |  | STGKVQLTRD |  | IIKRNIQKCI |  | SRGELQVSLS |
| YQPVAQRMTV |  | VVLKARHLPK |  | MDITGLSGNP |  | YVKVNVYYGR |  | KRIAKKKTHV |
| KKCTLNPIFN |  | ESFIYDIPTD |  | LLPDISIEFL |  | VIDFDRTTKN |  | EVVGRLILGA |
| HSVTASGAEH |  | WREVCESPRK |  | PVAKWHSLSE |  | Y          |  |            |

A: Аланін

C: Цистеїн

D: Аспарагінова кислота

E: Глутамінова кислота

F: Фенілаланін

G: Гліцин

H: Гістидин

I: Ізолейцин

K: Лізин

L: Лейцин

M: Метіонін

N: Аспарагін

P: Пролін

Q: Глутамін

R: Аргінін

S: Серин

T: Треонін

V: Валін

W: Триптофан

Кодований геном білок за функцією належить до фосфопротеїнів. 
Задіяний у такому біологічному процесі як поліморфізм. 
Білок має сайт для зв'язування з іонами металів, іоном кальцію. 
Локалізований у мембрані, клітинних контактах, цитоплазматичних везикулах, синапсах.